# L’Haÿ-les-Roses

Położenie L’Haÿ-les-Roses w ramach aglomeracji paryskiej

L’Haÿ-les-Roses – miejscowość i gmina we Francji, w regionie Île-de-France, w departamencie Dolina Marny. Znajduje się w niej rozarium: Roseraie de L’Haÿ.
Według danych na rok 1990 gminę zamieszkiwało 29 746 osób, a gęstość zaludnienia wynosiła 7666 osób/km² (wśród 1287 gmin regionu Île-de-France Haye-les-Roses plasuje się na 78. miejscu pod względem liczby ludności, natomiast pod względem powierzchni na miejscu 760.).